# Witkeelmangrovezanger
De witkeelmangrovezanger (Gerygone olivacea) is een zangvogel uit de familie Acanthizidae (Australische zangers).

## Verspreiding en leefgebied
Deze soort komt voor in Australië en Nieuw-Guinea en telt drie ondersoorten:
- G. o. cinerascens: zuidoostelijk Nieuw-Guinea en Kaap York (noordoostelijk Australië).
- G. o. rogersi: noordelijk Australië.
- G. o. olivacea: oostelijk Australië.

## Status
De grootte van de populatie is niet gekwantificeerd maar de soort wordt omschreven als doorgaans schaars, maar plaatselijk soms vrij algemeen. Op de Rode lijst van de IUCN heeft deze soort de status niet bedreigd.